# Anna Junyer Genover
Anna Junyer Genover (Figueres, Alt Empordà, 4 juliol de 1963) ha estat una jugadora i entrenadora de bàsquet catalana. Com a entrenadora, ha treballat a diversos clubs i a la Federació espanyola com a responsable de l'equip 3x3.
Anna Junyer va jugar a la Lliga estatal durant 13 anys, guanyant 8 títols de Lliga i 7 de Copa. Va començar al club Adepaf de Figueres, a l'edat de 13 anys, i va passar aviat a jugar amb les sèniors. Als 18 anys, va arribar a la primera divisió i va passar la major part de la seva carrera a clubs catalans: Picadero JC - conegut successivament com a PICEFF Barcelona, Picadero Evax, Íntima Barcelona, Picadero Comansi i finalment Natural Cusí - El Masnou Bàsquetbol, Sabor d'Abans i Caixa Tarragona Tortosa.
Va fitxar pel Dorna Godella valencià el 1991, havent de renunciar a jugar als Jocs Olímpics del 1992, i va guanyar dues vegades el Campionat Europeu. El 1992, després de tota una temporada sense perdre, va guanyar el triplet (Lliga, Copa i Campionat d'Europa) amb el Club Bàsquet Dorna Godella.

## Palmarès
- 2 Eurolligues de bàsquet femenina: 1991-92, 1992-93
- 8 Lligues espanyoles de bàsquet femenina: 1982-83, 1986-87, 1987-88, 1988-89, 1989-90, 1990-91, 1991-92, 1992-93
- 8 Copes espanyoles de bàsquet femenina: 1982-83, 1984-85, 1985-86, 1986-87, 1987-88, 1988-89, 1991-92, 1992-93
- 8 Lligues catalanes de bàsquet femenina: 1981-82, 1982-83, 1983-84, 1984-85, 1985-86, 1986-87, 1987-88, 1989-90